# Knyaginyinói járás

A Knyaginyinói járás a Nyizsnyij Novgorod-i területen

A Knyaginyinói járás (oroszul Княгининский район) Oroszország egyik járása a Nyizsnyij Novgorod-i területen. Székhelye Knyaginyino.

## Népesség
- 1989-ben 12 827 lakosa volt.
- 2002-ben 12 758 lakosa volt, akik főleg oroszok, csuvasok és tatárok.
- 2010-ben 11 922 lakosa volt, melynek 87,3%-a orosz, 5,4%-a csuvas, 2,7%-a tatár.

A járás népessége az alábbiak szerint alakult:
| Lakosok száma | 20 089 | 12 844 | 12 758 | 11 975 | 11 880 | 12 052 | 11 999 | 11 855 | 11 350 | 10 972 |
|               | 1959   | 1979   | 2002   | 2009   | 2011   | 2013   | 2015   | 2017   | 2019   | 2021   |